# Olympische Sommerspiele 2012/Gewichtheben – Bantamgewicht (Männer)
Das Gewichtheben der Männer in der Klasse bis 56 kg (Bantamgewicht) bei den Olympischen Sommerspielen 2012 in London fand am 29. Juli 2012 im ExCeL Exhibition Centre statt. Es traten 18 Sportler aus 15 Ländern an.
Der Wettbewerb bestand aus zwei Teilen: Reißen (Snatch) und Stoßen (Clean and Jerk). Die Teilnehmer traten in zwei Gruppen zuerst im Reißen an, bei dem sie drei Versuche hatten. Wer ohne gültigen Versuch blieb, schied aus. Im Stoßen hatte wieder jeder Starter drei Versuche. Der Sportler mit dem höchsten zusammenaddierten Gewicht gewann. Im Falle eines Gleichstandes gab das geringere Körpergewicht den Ausschlag.

## Titelträger
| Weltmeister   | Reißen    | Wu Jingbiao   | 133 kg | WM 2011 in Paris |
| Weltmeister   | Stoßen    | Wu Jingbiao   | 159 kg | WM 2011 in Paris |
| Weltmeister   | Zweikampf | Wu Jingbiao   | 292 kg | WM 2011 in Paris |
| Olympiasieger | Zweikampf | Long Qingquan | 292 kg | Peking 2008      |

## Rekorde

### Bestehende Rekorde
| Weltrekord         | Reißen    | Halil Mutlu | 138 kg | Antalya, Türkei    | 4. November 2001   |
| Weltrekord         | Stoßen    | Halil Mutlu | 168 kg | Trenčín, Slowakei  | 24. April 2001     |
| Weltrekord         | Zweikampf | Halil Mutlu | 305 kg | Sydney, Australien | 16. September 2000 |
| Olympischer Rekord | Reißen    | Halil Mutlu | 137 kg | Sydney, Australien | 16. September 2000 |
| Olympischer Rekord | Stoßen    | Halil Mutlu | 167 kg | Sydney, Australien | 16. September 2000 |
| Olympischer Rekord | Zweikampf | Halil Mutlu | 305 kg | Sydney, Australien | 16. September 2000 |

### Neue Rekorde
| Olympischer Rekord | Stoßen | Om Yun-chol | 168 kg | London, Großbritannien | 29. Juli 2012 |

## Zeitplan
- Gruppe A: 29. Juli 2012, 10:00 Uhr
- Gruppe B: 29. Juli 2012, 19:00 Uhr

## Endergebnis
| Rang | Sportler              | Land          | Gr. | Kgw.  | Reißen (kg) | Reißen (kg) | Reißen (kg) | Reißen (kg) | Stoßen (kg) | Stoßen (kg) | Stoßen (kg) | Stoßen (kg) | Zweikampf |
| Rang | Sportler              | Land          | Gr. | Kgw.  | 1           | 2           | 3           | Ergebnis    | 1           | 2           | 3           | Ergebnis    | Zweikampf |
| ---- | --------------------- | ------------- | --- | ----- | ----------- | ----------- | ----------- | ----------- | ----------- | ----------- | ----------- | ----------- | --------- |
| 1    | Om Yun-chol           | Nordkorea     | B   | 55,76 | 120         | 125         | 125         | 125         | 160         | 165         | 168         | 168 (OR)    | 293       |
| 2    | Wu Jingbiao           | China         | A   | 55,91 | 130         | 130         | 133         | 133         | 156         | 156         | 161         | 156         | 289       |
| 3    | Trần Lê Quốc Toàn     | Vietnam       | A   | 55,84 | 125         | 125         | 125         | 125         | 155         | 159         | 162         | 159         | 284       |
| 4    | Jadi Setiadi          | Indonesien    | B   | 55,48 | 121         | 125         | 127         | 127         | 150         | 150         | 156         | 150         | 277       |
| 5    | José Montes           | Mexiko        | A   | 55,80 | 112         | 116         | 116         | 112         | 150         | 157         | 160         | 157         | 269       |
| 6    | Sergio Rada           | Kolumbien     | A   | 55,89 | 118         | 118         | 121         | 118         | 148         | 151         | 155         | 151         | 269       |
| 7    | Carlos Berna          | Kolumbien     | A   | 55,55 | 115         | 115         | 118         | 118         | 150         | 153         | 153         | 150         | 268       |
| 8    | Sin Chol-bom          | Nordkorea     | B   | 55,72 | 110         | 110         | 113         | 113         | 145         | 150         | 150         | 145         | 258       |
| 9    | Yasmani Romero        | Kuba          | B   | 55,95 | 112         | 112         | 116         | 112         | 142         | 146         | 146         | 146         | 258       |
| 10   | Tom Goegebuer         | Belgien       | B   | 55,88 | 111         | 115         | 117         | 115         | 132         | 137         | 138         | 132         | 247       |
| 11   | Manueli Tulo          | Fidschi       | B   | 55,77 | 100         | 105         | 110         | 105         | 128         | 132         | 132         | 128         | 233       |
| 12   | Mirco Scarantino      | Italien       | B   | 55,42 | 97          | 97          | 97          | 97          | 123         | 128         | 132         | 128         | 225       |
| —    | Sergio Álvarez Boulet | Kuba          | A   | 55,96 | 117         | 121         | 125         | 121         | 150         | 150         | 150         | —           | DNF       |
| —    | Beksat Osmonalijew    | Kirgisistan   | A   | 55,93 | 120         | 125         | 127         | 127         | 147         | 147         | 147         | —           | DNF       |
| —    | Ruslan Makarow        | Usbekistan    | A   | 55,96 | 117         | 117         | 119         | 117         | 145         | 145         | 145         | —           | DNF       |
| —    | Khalil El-Maaoui      | Tunesien      | A   | 55,39 | 127         | 130         | 132         | 132         | —           | —           | —           | —           | DNF       |
| 3    | Valentin Xristov      | Aserbaidschan | A   | 55,84 | 123         | 127         | 130         | 127         | 154         | 158         | 159         | 159         | DSQ       |
| 9    | Florin Croitoru       | Rumänien      | A   | 55,90 | 121         | 125         | 125         | 121         | 145         | 145         | 147         | 147         | DSQ       |

- Sieger Om Yun-chol (PRK) erkämpfte den ersten Olympiasieg Nordkoreas in dieser Gewichtsklasse.
- Der Tunesier Khalil El-Maaoui, nach dem Reißen an zweiter Position liegend, trat zum Stoßen nicht an.
- Der ursprünglich drittplatzierte Valentin Xristov hatte die erste Medaille für Aserbaidschan in dieser Gewichtsklasse gewonnen, diese wurde jedoch im März 2019 wegen eines Dopingvergehens aberkannt, ebenso wurde der neuntplatzierte Rumäne Croitoru disqualifiziert.[1] Die Rangliste wurde angepasst, die Bronzemedaille somit Trần Lê Quốc Toàn zuerkannt[2].